# Стародавня історія України
Старода́вня (да́вня) істо́рія Украї́ни — історичний період на території земель, що займає сучасна держава Україна, частина історії України між періодом доісторії (праісторії, первісного суспільства) до періоду Середньовіччя.
В сучасній історичній науці найбільш прийнятним і поширеним залишається традиційний поділ світової історії людини на «доісторичну», «давню», «середньовічну», «нову» й «новітню». Такий поділ є суто умовним і ґрунтується переважно на глибоких змінах у людській свідомості та комунікаціях, залишаючи певний простір для пересування меж періодів залежно від специфіки конкретного регіону. Поняття «стародавня історія» в порівнянні з поняттями «середньовічна історія» та «нова історія» в сучасній історичній науці є найменш строгим, оскільки охоплює змістовно неоднорідні періоди, штучно об'єднуючи їх в один відтинок часу. В українській історіографії поширеною є практика об'єднання «стародавнього періоду» з «доісторичним періодом». В той же час, вважають, що «доісторія» (праісторія) є дописемний період історії.

## Первісне суспільство
На теренах України найдавніші люди (власне пралюди) з'явилися ще за доби антропогенезу — бл. 1 млн років тому. Найдавнішою їхньою пам'яткою є стоянка доби раннього палеоліту Королеве в Закарпатті. Попри природні катаклізми (льодовиковий період) життя тут відтоді не припинялося. Однак не всі істоти з роду Homo, що стали на шлях олюднення, витримали іспит на здатність прогресивно розвиватися. Це стосується й тих, т. зв. архантропів, що свого часу прийшли до Європи. В суворих умовах льодовикового періоду їхній розвиток пішов у бік нарощування фізичної статури й втрати інтелектуального потенціалу (представниками саме такої гілки розвитку були т. зв. неандертальці доби мустьє — середнього палеоліту). Прогресивна гілка пралюдей, яка збереглася в Африці, трансформувавшись у справжніх людей, розпочала другу колонізацію Землі. Люди розумні (Homo sapiens) заполонили спочатку Близький Схід, а потім з'явилися і в Європі та інших куточках світу. Чи то під їхнім натиском, чи через втрату власних потенцій до виживання неандертальці зникли (цю подію вважають завершальною в процесі антропогенезу).
Д.і. України охоплює період, що розпочався з часу зникнення неандертальців і тривав до появи історичних слов'ян (серед. 1 тис. н. е.). За періодизацією історичною період Д.і. України загалом збігається з добою первісності (первіснообщинним ладом), і лише наприкінці цього періоду на нашій території з'являються цивілізаційні осередки. За археологічною періодизацією це — палеоліт пізній, мезоліт, неоліт, мідна доба, бронзова доба та рання залізна доба.
Оскільки науково-інструментальний пріоритет у відтворенні Д.і. належить археології, то зачинателем у справі дослідження Д.і. України став саме археолог — В.Хвойка. Він дав перший нарис Д.і. Середньої Наддніпрянщини від палеоліту до доби Київської Русі («Древние обитатели Среднего Приднепровья и их культура в доисторические времена», 1913). Наукова школа археології в СРСР, складовою якої була й українська археологія, в реконструкції історичного процесу спиралася на матеріалістичну концепцію історичного поступу. Вихідні пункти цієї концепції цілком узгоджувалися зі специфікою археології, яка саме за матеріальними рештками доволі чітко фіксує техніко-технологічні зрушення в історії: вдосконалення знарядь праці, розширення сфер діяльності, залучення нових матеріалів, урізноманітнення речового світу, зміни в побуті й способі життя. Цілком логічно вбачати за такими змінами еволюцію соціальної та духовної сфер. Однак цей зв'язок не є однозначним, і матеріалістична концепція дуже мало може зарадити реконструкції соціальної і тим паче духовної сфер, тому розвиток реконструктивного напряму відтворення Д.і. в радянській історіографії пройшов шлях помилок і вульгаризації (1920–30), що було спричинено як ідеологізацією тогочасної історичної науки, так і поспішністю деяких висновків, що проголошувалися послідовниками цього напряму, однак згодом історикам вдалося визначитися в методології реконструкції, і вони досягли значних успіхів.
В українській науці провідну роль у дослідженнях з реконструкції минулого відігравали П.Єфименко — автор фундаментальної праці «Первобытное общество. Очерки по истории палеолитического времени» (3-тє вид., 1953) та С.Бібіков — ініціатор першої узагальнюючої праці з Д.і. України («Нариси стародавньої історії Української РСР», 1957), підготовленої вченими Інституту археології: І.Шовкоплясом, Вал. Даниленком, О.Лагодовською, Д.Телегіним, О.Тереножкіним, Є.Максимовим, М.Брайчевським та ін. Установка на реконструкцію соціальної та духовної сфер минувшини в дослідженнях із Д.і. проявилася в тому, що кожне монографічне видання, присвячене тому чи ін. періодові, регіону чи археологічній культурі, супроводжувалося зазвичай розділом, в якому розглядалися тогочасні побут, господарство, соціальна організація та ідеологія. Накопичення таких знань вилилося в створення фундаментальних колективних праць з Д.і. та культури України.
Ідея поступальності розвитку людства не втратила свого сенсу й сьогодні, однак нині вона ґрунтується не на засадах неперервності та лінійності еволюційних змін, а на ідеях полілінійності та перервності окремих гілок історичного поступу. Так, полілінійність історичного процесу була зумовлена, зокрема, різними природними умовами існування людських спільнот, а перервність — кризовими, здебільшого екологічного походження, ситуаціями, які призводили до тимчасової стагнації суспільств і деградації культур. Автохтонізм певних етнічних спільнот не заперечує можливості «міграційного походження» ін. спільнот. Міграції могли бути як рушійною силою подальшого поступу спільнот, так і навпаки — деструктивним чинником. Д.і. України постає сьогодні не як абстрактна схема, що може бути проілюстрована низкою археол. джерел, а як потік істор. життя в усій багатогранності його конкретних проявів у просторі й часі. Вся Д.і. — це поєднання міграційних і автохтонних процесів. Основні етапи Д.і. України позначені такими подіями.
Початкова доба Д.і. — час суцільного панування привласнювальної економіки, а отже, й повної залежності організації життя людей від природних ресурсів. За пізнього палеоліту, ще в льодовиковий період (35–10 тис. рр. до н. е.), головним засобом існування людей було полювання на великих стадних тварин (мамонтів, бізонів тощо). Регіональні умови мешкання та відмінності в об'єктах полювання зумовлювали практикування та удосконалювання певних стратегій видобутку харчів, а також способів життя. В цілому давні мисливці добре призвичаїлися до місцевих умов прильодовикової смуги, про що свідчать археологічні пам'ятки (оселі з кісток мамонта, ритуальні речі — розмальовані кістки, статуетки тощо). Проте в цей налагоджений механізм буття втрутилася природа. По закінченні льодовикового періоду зникають великі стадні тварини. Настає криза мисливського господарства. Пошуки виходу з кризи велися по-різному, зокрема й шляхом удосконалення мисливських знарядь, придатних для полювання на поодиноких великих, а також малих і прудких тварин, і на птахів. Тому широкого розповсюдження набуває лук. Настає доба мезоліту (10–8 тис. років до н. е.), яку образно називають часом мисливців-лучників. Водночас люди звертають більшу увагу й на інші ресурси, які почали збагачуватися завдяки потеплінню, — на рослинний світ (збиральництво) та водний (рибальство). Задіяння різних ресурсів, різних екологічних ніш зумовлює рухливість колективів як з точки зору їхнього способу життя, так і з точки зору їхнього кількісного складу. Всі ці вимушені зміни стимулювали винахідливість, збагачували досвід спілкування з навколишнім середовищем, що й мало наслідком виникнення відтворювального господарства. За неоліту (7–6 тис. років до н. е.) аборигени українських теренів, частково спираючись на власний досвід, а частково запозичуючи нові методи господарювання у мешканців ін. регіонів, починають практикувати землеробство й скотарство. Тоді ж почали складатися регіональні господарські системи. Теперішні лісостепові простори (тоді ще доволі заліснені) були придатнішими для ведення землеробства, скотарство ж відігравало тут другорядну роль. Натомість степові простори з безкраїми пасовиськами та родючими, але важкими для ручного обробітку ґрунтами, сприяли утвердженню там скотарства. Регіональна специфіка господарювання рельєфно позначилася на способі життя, побуті та менталітеті населення відповідних територій. Землеробська діяльність потребувала осілості, що сприяло налагодженню побуту, накопиченню й урізноманітненню речового світу. Розвиток скотарства передбачав рухливий спосіб життя, невибагливий побут і не сприяв накопиченню речей. Тут головним багатством була худоба. Простір, рух, сита худоба та звитяга стали головними цінностями скотарів. Саме в цьому середовищі виникає курганний обряд поховань.

### Енеоліт
Остаточна перемога відтворювальної економіки припадає на енеоліт (5–4 тис. років до н. е.), коли люди почали освоювати виплавку та обробіток металів (міді, золота). Свідченням цьому є поширення землеробської трипільської культури, що вийшла із балканодунайського кола культур і розквітла на нашій території в самобутнє явище. Її зліт наочно демонструє переваги відтворювальної економіки — зростання комфортності побуту, вивільнення часу для ритуальної та мистецької діяльності. Це культурне піднесення було тривалим, але завершилося кризою. Землеробство трипільців було екстенсивним і за постійного приросту населення вимагало освоєння все нових і нових земель. Коли їх стало бракувати, трипільці почали освоювати поліську та степову смуги. Не винайшовши способів поновлення родючості землі (а саме це, а не природні властивості ґрунту, є запорукою інтенсивного продуктивного землеробства), трипільці почали віддавати перевагу скотарству, що змінило їхній спосіб життя й ціннісні орієнтири й зрештою призвело до деградації їхньої культури.

### Доба бронзи
На початку доби бронзи, коли відбувалися ці події, світ став уже «тісним», зокрема й через екстенсивні методи господарювання (і в землеробстві, і в скотарстві), що вимагали значних просторів. Свого часу трипільці рухалися з південного заходу, дійшовши до Полісся. Згодом напрям міграційних потоків змінився, й почалася експансія на нашу територію племен з Середньої Європи. В результаті тут з'являються лійчастого посуду культура, потім кулястих амфор культура, а за ними й культури шнурової кераміки (бойових сокир) культурно-історичної спільності. Водночас до Середньої Наддніпрянщини проникають і скотарі степу (ямна культурно-історична спільність). Зберегти свою унікальність трипільській спільноті не вдалося, і вона розчинилася в тогочасних міграційних потоках. Через кризу ранньоземлеробських спільнот (а вона зачепила не лише трипільців) бронзова доба Європи (3–2 тис. до н. е.) постає як доба скотарства. Європа вкривається курганами — символами рухливого способу життя, а регіональні відмінності господарських систем різних еколого-географічних смуг (степ, лісостеп, ліс) на якийсь час стираються.
Та поступово, з доби середньої бронзи, можливо, з відновлнням земельних ресурсів, землеробська галузь набуває сили, причому в різних природних зон

## Рання залізна доба
Від доби раннього заліза (9 ст. до н. е. — 4 ст. н. е.) археологічні джерела з Д.і. України доповнюються писемними. Це було пов'язано з колонізацією греками Північного Причорномор'я. На нашій території з'явилися цивілізаційні осередки, а місцеве населення потрапило до анналів писемної історії (грецьких та римських авторів; див. Античні автори). В той час на теренах майбутньої України склалися 3 великі світи, що різнилися способом життя, соціальною організацією, менталітетом та етнічним складом належних до них людей. Узбережжя Чорного моря займали греки, які почали колонізувати цей край з середини 7 ст. до н. е. й згодом звели тут квітучі міста (див. Античні держави Північного Причорномор'я) та налагодили контакти з землеробами лісостепової смуги. Завдяки поширенню заліза та появі ринків збуту в особі грецьких колоністів розпочинається економічний підйом у хліборобів-аборигенів. Хліборобів та греків розділяли степові простори, які займали войовничі кочовики — кімерійці, скіфи, потім сармати, гуни. Кочівництво базується на моногалузевому господарстві (розведенні худоби), яке є екстенсивним, а тому не має потенцій для внутрішнього розвитку. Це зумовлювало зацікавленість кочовиків у продукції осілих народів, за рахунок яких шляхом їх завоювань можна було компенсувати недоліки власної економіки та збагатитися. Ці інтереси спонукали кімерійців та скіфів до походів у Передню Азію та до боротьби за лідерство у Східній Європі. Гегемонія скіфів проявилася в небаченому до того нагромадженні багатства у їхніх царів та аристократії. Певно, непомірна жага наживи з боку скіфів спричинила занепад культури лісостепових хліборобів, а водночас підірвала базу й самої Скіфії. До того ж зі сходу рухалася хвиля нових кочовиків — сарматів.
Порубіжжя ер (до н. е. — н. е.) було дуже неспокійним. У цей час відбувалися активні міграційні процеси, що були спричинені експансією кельтів (див. Латенські пам'ятки України), наступом Римської імперії та рухом германських племен. Це сколихнуло й зрушило з місця великі маси людей. У надрах тих подій почала викристалізовуватися спільнота найдавніших слов'ян, найперше відомих за писемними джерелами як венеди. Наприкінці 2 ст. кордони майбутньої України з півночі перетнули готи. Частина їх осіла на Волині, інші ж, досягнувши пд. краю степу, очолили руйнівну силу, що спочатку завдала нищівного удару греко-варварському населенню низового Дніпра, пізньоскіфському царству в Криму та багатьом грецьким містам, а згодом рушила на Римську імперію морем і суходолом. На значних просторах України запанувала черняхівська культура — поліетнічне утворення, до складу якого входили й слов'яни. На якийсь час консолідуючим началом цього утворення (саме його дослідники схильні ототожнювати з «державою Германаріха» писемних джерел) стали готи. Розпад «держави» Германаріха було спричинено не лише навалою гунів (370-ті рр.), а й консолідацією слов'янських народів. На кінець 4 ст. припадає діяльність вождя племінного союзу антів Божа. Тоді ж виникають й інші слов'янські угруповання — венедів та склавінів. Подальша слов'янська історія розгортається вже в середньовічні часи. (Про дещо іншу концепцію тривалості Д.і. України див. Археологія.)